# Skałak (obwód Kyrdżali)
Skałak (bułg. Скалак) – wieś w Bułgarii, w obwodzie Kyrdżali, w gminie Krumowgrad. W 2024 roku liczyła 198 mieszkańców.